# Корњаче (ред)
Корњаче (у неким крајевима жељке; Testudines) су ред животиња из класе гмизаваца, карактеристичних по свом оклопу.
Најстарије познате корњаче су од пре око 215 милиона година, и тренутно на Земљи постоји више од 300 различитих врста; од тога је седам морских, 180 слатководних и преко 60 копнених врста.

## Распрострањеност
Са изузетком поларних подручја, корњаче живе на свим континентима, у пустињама, морима, рекама и мочварама, а највише их има у подручјима са умереном и тропском климом. Нарочито су бројне врсте у Северној Америци и Југоисточној Азији.

## Особине

### Оклоп
Све корњаче се одликују оклопом који је јединствен у животињском свету. Састоји се од леђног и трбушног дела, који су међусобно спојени својеврсним коштаним „мостом“. У свом доњем делу оклоп је масивне коштане грађе. Преко тог коштаног слоја налази се слој коже. Код корњача са меким оклопом тај слој је кожаст, док се код осталих врста преко коже развио типичан плочасти оклоп. Плоче се деле на групе (леђне, бочне, ивичне, репне итд. у зависности на којем делу тела се налазе). Оклоп се састоји од око 50 костију и еволуирао је пре више милиона година.

### Исхрана
Данашње корњаче немају зубе. Располажу снажним апаратом за храњење који се развио од чељусних костију. У прошлости корњаче су имале зубе, али су се они током еволуције изгубили и замењени су преобликованим вилицама. Као и сви други гмизавци ни корњаче не жваћу храну него откидају комаде, помажући се при томе предњим удовима.
Корњаче могу бити биљоједи као и месоједи. Међутим, свима је заједничка потреба за храном богатом калцијумом који им је неопходан за изградњу оклопа. Да би могле унети калцијум, корњачама је потребан витамин Д3.

### Кретање
И на копну и у води корњаче се крећу кривудаво што је типично за гмизавце. При томе се ослањају на оклоп што им у води смањује потрошњу енергије. На копну њихово кретање често делује врло неспретно. Морске корњаче су развиле јединствен начин кретања. Машу предњим удовима који подсећају на пераје. На тај начин под водом постижу доста велику брзину уз оптималну потрошњу енергије, што им омогућава преваљивање великих удаљености.

### Величина
Поред великог броја врста чија се величина креће између 10 и 30 cm, ту су још и џиновске корњаче са острва Галапагос и са Сејшела чија дужина оклопа може бити и преко 1 m.

### Чула
Корњаче виде јако добро, а у мраку боље него људи. Боље разликују боје од људи јер, као и сви гмизавци, имају четири типа фоторецептора за разликовање таласних дужина светлости.
Нарочито им је изражено чуло мириса. Код корњача се чуло мириса налази у грлу. Мирисом распознају јестиву од нејестиве хране и препознају тло у које могу закопати јаја.
Корњаче немају спољно уво. Не чују ни приближно тако добро као људи. Уместо тога, осете дубоке вибрације у својој околини.

### Глас
Осим за време парења, корњаче су углавном неме. Изузетак је реакција на страх, када увлаче главу у оклоп и притом испуштају глас који подсећа на фрктање. Кад траже место погодно за полагање јаја, женке испуштају глас сличан стењању, слично мужјацима за време парења.

### Дужина живота
Корњаче могу живети јако дуго. Џиновске корњаче са Галапагоса могу живети и преко 200 година. Неке америчке корњаче живе дуже од 100 година. Неки примерци су доказано доживели старост од 180 година.

## Начин живота
Типични дан једне корњаче састоји се од потраге за храном и, код готово свих врста, излагања сунцу. Ово задње врше услед регулисања телесне температуре. Оне се зими закопавају или већ у зависности од врсте траже склониште под водом, где проводе неколико месеци.

### Размножавање
Код врста које живе у подручју умерене климе време парења је у пролеће и у јесен. Код врста које живе у тропским и суптроским подручјима, време парења зависи од влажности ваздуха.
Након оплодње, женка остаје плодна више година, чиме се може објаснити велика успешност корњача код насељавања нових животних простора.
Полагање јаја наступа неколико недеља након оплодње, или, у умереним климатским подручјима, у пролеће. Њихова јаја се својим особинама значајно разликују од врсте до врсте, и број јаја је јако различит. Од само три јајета код једне врсте, па све до више од 100 јаја код морских корњача. Полагање јаја се врши искључиво на копну. Кад женка пронађе одговарајуће место, ископа јаму и у њу полаже јаја. Затим затрпава легло земљом или биљним материјалом.
Код готово свих врста корњача температура у леглу за време инкубације одређује пол младунаца. Та особина се показала значајном код вештачког узгоја који се спроводи у циљу очувања појединих врста корњача. Након што се излегу из јаја, младунци остају у леглу док у потпуности не потроше залихе хране из јајета. На најсевернијој граници распрострањености корњача, младунци који се излегу у касно лето и изненади их рани почетак зиме, остају закопани у леглу до пролећа. Мајке не пружају никакву помоћ у узгоју младунаца. До полне зрелости пролази пуно година. Полна зрелост корњаче не зависи од њене старости него од величине.

## Непријатељи
Непријатељи корњача су различити. Док су легла, као и тек излежене корњаче, беспомоћно изложени на милост и немилост чак раковима и птицама, за озбиљно угрожавање одрасле корњаче потребан је неко велики и снажан као крокодил. Корњаче озбиљно угрожавају и људи. У неким деловима света људи једу морске али и слатководне и копнене корњаче. Како се ради углавном о криволову, популације се, због дугог спорог достизања полне зрелости, споро опорављају па се неке врсте налазе на ивици нестанка.

## Обољења

### Прехлада
Прехлада може бити врло опасна по корњачу и представља вероватно најчешћи узрок смрти корњаче. Најчешћи узрок прехладе је прениска температура и прљава вода због чега се оштећује имуни систем, као и недостатак витамина А. Премда прехлада може бити пролазна и лака, она може бити и знак почетка неког озбиљног проблема дисајних органа, попут инфекција, упале плућа итд.
Симптоми прехладе корњаче су кијање, цурење из носа, отечене очи, зевање (када се корњача бори за ваздух), испуштање кликтавих звукова и сл. Кијање може бити узроковано и разним честицама у носним шупљинама (прашином и сл.), а цурење из носа неком алергијом. У случају да симптоми нису сигурни, потребно је посетити ветеринара. Могуће је да корњача има воде у плућима те не може унети довољно ваздуха. Тада је потребно рендгенско снимање плућа. У случају упале плућа приметно је неуједначено и неправилно пливање као и недостатак апетита.
Ако је узрок прехладе бактерија, болест се третира антибиотицима, као и код људи; могу бити унесени у организам орално или помоћу инјекције. Ако је у питању вирус, не може се учинити ништа осим повећања температуре воде и сачекати да се организам сам избори.
Први корак при лечењу болести које личе на прехладу је подизање температуре и пречишћавање воде у којој корњача борави. То помаже имунском систему али се мора пазити да температура не буде превисока — за различите врсте корњача постоје различите максималне температуре у којима могу боравити. Осим тога, корњача се може извадити и на суво и чувати у кутији са одређеном температуром и враћати у воду једном или два пута дневно на по пола сата да би јела и пила воду. Ако од таквог третмана корњачи не буде боље, потребно је сместа посетити ветеринара да би се добила стручна помоћ.

### Пирамидалан оклоп
Пирамидалан оклоп је обољење корњача узроковано неправилним растом узрокованим најчешће лошом исхраном, али и недостатком природне, сунчеве светлости. Манифестује се пирамидалним израслинама на оклопу, или оклопом који расте у ненормалном смеру. Најчешћи узроци оваквог обољења су следећи:
- Исхрана богата протеинима животињског порекла (многе корњаче су вегетаријанци и у природи уопште не једу месо)
- Исхрана са високим нивоом протеина биљног порекла, каква није добра чак ни за строго вегетаријанске корњаче;
- Недовољно калцијума у исхрани, који је врло битан за исправан раст корњача;
- Мало или недовољно излагања природној сунчевој светлости. Пирамидалном оклопу су зато врло склоне корњаче које се строго држе у затвореном простору;
- Недовољно витамина Д3 и/или сувише фосфора у исхрани;
- Исхрана базирана на кућним намирницама са високим нивоом влаге и мало витамина.

Ако се примети у раном стадијуму, даљи развој пирамидалног оклопа се може спречити, али се не може потпуно излечити.
Пирамидалан оклоп се, нажалост, не манифестује само на површини, него корњаче са овим симптомима најчешће болују и од других физичких обољења, попут камена у бубрегу, слабе коштане структуре и реналних проблема. У неким случајевима, корњача због ненормалног облика оклопа не може сама да се храни, тако да је људска помоћ неопходна при сваком оброку.
Одређене врсте корњача, попут врста Geochelone sp., Psammobates sp., и још неких, имају природно пирамидалан оклоп и то код њих не представља обољење.

## Покушаји очувања

### Угроженост због промене околине
Животни простор многих врста корњача је угрожен. Копнене корњаче на њиховим прастарим подручјима многи пољопривредници сматрају штеточинама и често их убијају. Многи путеви пресецају њихову животну средину, па возила узрокују смрт великог броја јединки. Притом, често је реч о женкама које траже одговарајуће место за полагање јаја. Индустријске отпадне воде људи често испуштају у средину настањену воденим корњачама чиме се она мења. Морским корњачама туризам отежава приступ плажама погодним за полагање јаја. Тек излежене корњачице које ноћу излазе из легла на површину, оријентишу се светлуцањем воде да дођу до релативне сигурности мора. Због вештачке светлости губе оријентацију. Морске корњаче се често уплету у лутајуће рибарске мреже и удаве се или прогутају пластику верујући да се ради о медузи.

### Угроженост од стране човека
Корњачина јаја се на плажама често тако интензивно скупљају, да је без озбиљних мера заштите опстанак неких врста веома угрожен. Неке корњаче се сматрају деликатесом па их људи интензивно лове.

### Криза корњача у Азији
Задњих година се са забринутошћу посматра како се велики број корњача (углавном слатководних) нуди на пијацама Југоисточне Азије. Сматра се да су неке врсте у природи непосредно пред изумирањем. Задњих десетак година се у Кини оснивају фарме за узгој корњача ради покривања потреба тржишта како би се прекинуо или бар значајно смањио криволов. С друге стране, те су фарме отвориле један сасвим нови проблем. Егзотичан изглед корњаче повећава цену на тржишту, па се због тога покушавају узгајати хибридне корњаче. То, с једне стране угрожава очување врсте. Са друге стране, то потпуно доводи у питање систематику корњача Југоисточне Азије.

### Мере заштите корњача
Како би се пружила помоћ у невољи корњачама у Југоисточној Азији, координирано се у многим зоолошким вртовима спроводи пројекат узгоја корњача са тог подручја.
Такође, како би се скренула пажња на угроженост те врсте, која се иначе назива још и живим фосилима, 23. мај је проглашен Међународним даном корњача.

## Занимљивости
Једна врста морских корњача, буквана, пређе хиљаде километара и увек се непогрешиво врате на плажу на којој су се излегле. Ова загонетна створења насељавају обале Медитерана, западне Африке, Бразила и југоисточну обалу САД. Чим се излегу, бебе корњаче крену на своје прво путовање пливајући кружном путањом пречника неколико километара, у смеру казаљке на сату. Оду и врате се. Научници су и раније знали да ове корњаче знају да се оријентишу према магнетном пољу ка северу и југу. Сада су дошли до закључка да корњаче на основу магнетног поља створе менталну мапу и захваљујући томе знају да се оријентишу ка све четири стране света.

## Галерија
- Корњаче
- Барске корњаче Национални парк Бразос Тексас
- Корњача Национални парк Бразос Тексас
- Корњача у једном од потока у Хјустону
- Корњача на трави, "Џорџтаун" у Хјустону
- Корњача, Вандусенова ботаничка башта Ванкувер
- Корњаче Зоо Кутак Каменица Ниш